# Мы (фильм, 1982)
«Мы» (нем. Wir) — немецкий научно-фантастический телефильм 1982 года по сценарию Клауса Губалека, спродюсированный германским телевидением ZDF. Режиссёром выступил Войтех Ясны, в главной роли Дитер Лазер. Фильм представляет мир гармонии и соответствия в рамках единого государства технократического прогрессивизма по мотивам романа «Мы» (1920) русского писателя Евгения Замятина.

## Сюжет
Через тысячу лет после завоевания Единого Государства всего мира космический корабль Интеграл строится для того, чтобы вторгаться и завоёвывать внеземные планеты. Тем временем главный инженер проекта, D-503, начинает дневник, который он намеревается перенести на законченный космический корабль.

## В ролях
| Роль           | Актёр               |
| -------------- | ------------------- |
| D-503          | Дитер Лазер         |
| I-330          | Забине фон Майделль |
| S-4710         | Герт Хауке          |
| Первый врач    | Йоахим Дитмар Мюс   |
| O-90           | Сюзанна Альтшуль    |
| R-13           | Джованни Фрю        |
| D-504          | Вольфганг Кавен     |
| Второй врач    | Дитер Г. Книхель    |
| Старая женщина | Марга Масберг       |
| U-27           | Ханна Рюсс          |